# 赫沃伊諾湖
56°33′54″N 29°30′08″E / 56.56500°N 29.50222°E
赫沃伊諾湖（俄语：Хвойно），是俄羅斯的湖泊，位於該國西北部，由普斯科夫州負責管轄，處於普斯托什卡區，面積1.9平方公里，集水區面積803平方公里，平均水深5米，最大水深18米。